# Stretto di Lužin
Lo stretto di Lužin o stretto Tretij Kuril'skij (in russo пролив Лужина o Третий Курильский пролив; in italiano "terzo stretto delle Curili") è un braccio di mare nell'oceano Pacifico settentrionale, nella catena delle isole Curili, che separa l'isola di Anciferov da Paramušir. Si trova nel Severo-Kuril'skij rajon dell'oblast' di Sachalin, in Russia. 
Lo stretto porta il nome di Fëdor Fëdorovič Lužin e segue la numerazione da nord a sud degli stretti della cresta delle Curili. 

## Geografia
Lo stretto mette in comunicazione il mare di Ochotsk con il Pacifico. Ha una larghezza di 15 km ed è lungo 20 km. La profondità massima è di 700 m. Le coste sono ripide e montuose. Sulla sponda orientale (sull'isola di Paramušir) si trovano il vulcano Fuss e il massiccio del Karpinskij (che portano rispettivamente il nome di Nicolaus Fuss e A. P. Karpinskij). Il vulcano Fuss si sporge sullo stretto in una penisola che porta lo stesso nome (полуостров Фусса) il cui punto più occidentale è capo Neprojdennyj (мыс Непройденный). La costa occidentale (isola di Anciferov) sporge nello stretto con capo Terkut (мыс Теркут).